# Banco de Asturias

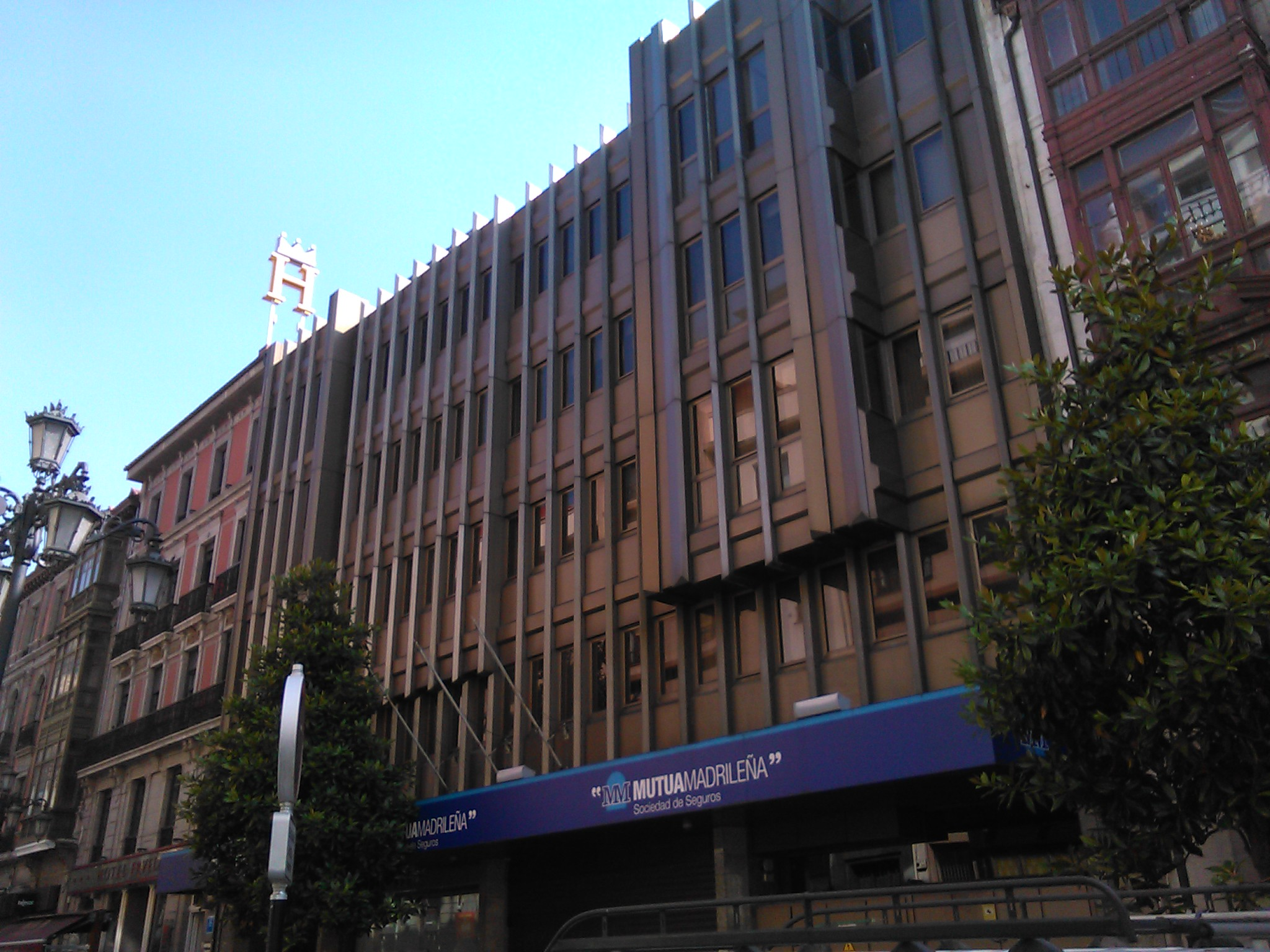
Antigua sede del Banco Langreo en la calle Fruela de Oviedo

El Banco de Asturias, anteriormente Banco de Langreo, fue una entidad financiera fundada el 5 de octubre de 1964 en Langreo (Asturias, España).

## Historia
Inicialmente se trató de un banco pequeño, cuyo núcleo accionarial estaba formado por miembros de familias e industriales de Asturias. Sus oficinas centrales estaban en la entonces calle Generalísimo y hoy Constitución de Sama de Langreo, y tenía sucursales en la Calle del Norte en La Felguera (Langreo), Oviedo (abierta en 1971 en la calle Fruela), Pola de Siero y Lugones.
Posteriormente, en 1974, se constituye como Banco de Asturias.  Tras años de crecimiento, un problema causado por la Corporación de Activos Financieros llegaría a provocar que el Banco de España y el fondo de garantía de depósitos lo interviniesen en 1980.
En el año 2003 se integró en el Banco Herrero, más tarde Sabadell-Herrero.